# Feliks Bińkowski
Feliks Bińkowski (ur. 23 grudnia 1936, zm. 5 czerwca 2021) – polski trener, sędzia i zawodnik podnoszenia ciężarów w grupie Masters, Honorowy Obywatel Koluszek.

## Życiorys
Od najmłodszych lat uprawiał sport. W młodości jako kolarz zdobył drużynowo brązowy medal na Mistrzostwach Polski w wyścigu na 100 km. Jako kolarz był również członkiem kadry wojewódzkiej w kolarstwie szosowym. W trakcie służby wojskowej zaczął uprawiać podnoszenie ciężarów. Studiował w Akademii Wychowania Fizycznego w Warszawie. Przez ponad 35 lat piastował funkcję prezesa Klubu LKS „Gałkówek”. Jako zawodnik podnoszenia ciężarów w kategorii Masters zdobył 23 razy tytuł Mistrza Polski. Był również wielokrotnym reprezentantem Polski i medalistą mistrz świata i Europy weteranów w podnoszeniu ciężarów.
Jako samorządowiec przez cztery kadencje pełnił funkcję radnego gminy, dwa razy radnego województwa i raz radnego powiatu. Był również wieloletnim wiceburmistrzem gminy Koluszki.